# Crank That (Soulja Boy)
«Crank That (Soulja Boy)» es una canción interpretada por el rapero estadounidense Soulja Boy. Fue lanzada en 2007 como el primer sencillo de su álbum debut, Souljaboytellem.com. La canción pasó siete semanas en la primera posición del Billboard Hot 100. Estuvo nominada a Mejor Canción de Rap en los Premios Grammy de 2007.

## Listas de popularidad
| Lista (2007)                    | Posición más alta |
| ------------------------------- | ----------------- |
| Australian Singles Chart        | 3                 |
| Billboard Hot 100               | 1                 |
| Billboard Hot R&B/Hip-Hop Songs | 1                 |
| Billboard Pop 100               | 1                 |
| Billboard Rap Songs             | 1                 |
| Canadian Hot 100                | 5                 |
| Irish Singles Chart             | 3                 |
| Listas musicales de Francia     | 8                 |
| New Zealand Singles Chart       | 2                 |
| UK Singles Chart                | 2                 |

## Video musical
El video musical del video fue dirigido por Dale Resteghini. El video inicia con dos niños imitando el baile de Soulja Boy. Mr. Collipark se interesa en los movimientos de los niños y trata de contactar a Soulja Boy para ofrecerle un contrato con Collipark Records. En su camino a conocer a Soulja Boy se encuentra con varias personas popularizando el baile de la canción.

## Versiones
La banda I Set My Friends On Fire realizó una versión de la canción para su álbum de 2008 You Can't Spell Slaughter Without Laughter. Asimismo, el baterista Travis Barker realizó un remix de la canción.